# Eurydice humilis
Eurydice humilis är en kräftdjursart som beskrevs av Stebbing 1910. Eurydice humilis ingår i släktet Eurydice och familjen Cirolanidae. Inga underarter finns listade i Catalogue of Life.